# Thionia biforis
Thionia biforis är en insektsart som först beskrevs av Ernst Friedrich Germar 1830.  Thionia biforis ingår i släktet Thionia och familjen sköldstritar. Inga underarter finns listade i Catalogue of Life.